# 8266 Bertelli
8266 Bertelli este un asteroid din centura principală de asteroizi.

## Descriere
8266 Bertelli este un asteroid din centura principală de asteroizi. A fost descoperit pe 1 octombrie 1986 la Observatorul San Vittore din Bologna. El prezintă o orbită caracterizată de o semiaxă mare de 2,32 ua, o excentricitate de 0,15 și o înclinație de 5,6° în raport cu ecliptica.